# 피터 레페니오티스
피터 윌리엄 레페니오티스(영어: Peter William Lepeniotis, 1965년 ~ )는 캐나다의 애니메이션 감독이자 각본가이다. 《넛잡: 땅콩 도둑들》의 감독, 각본으로 잘 알려져 있다.